# نادي آنسي
نادي آنسي (بالفرنسية: Football Club d'Annecy)‏ هو نادٍ فرنسي لكرة القدم يقع مقره في بلدة آنسي في سافوا العليا. ويلعب الفريق مبارياته على أرضه في ملعب بارك دي سبورتس، حيث يقيم النادي وسابقه منذ عام 1964.

## التاريخ
تأسس نادي آنسي لكرة القدم في مايو 1927. وكان أول رئيس للنادي لويس مونيه، الذي شغل المنصب حتى عام 1933 عندما حل محله جان شاتنو. تحول النادي إلى نادي محترف في عام 1942، لكنه اضطر للعودة إلى وضعه السابق كهاوٍ بعد عام واحد حيث تم حظر أندية كرة القدم المحترفة. كنادي هواة، فاز آنسي بالدوري مرتين أخريين في 1946-1947 و1947-1948 قبل أن ينضم إلى بطولة الهواة الفرنسيين عند تشكيلها لعام 1948-1949. استقال شاتنو أخيرًا في عام 1970، بعد 37 عامًا كرئيس. في 1971، كان الندي يلعب في الدوري الفرنسي الدرجة الرابعة.